# Орфей (фільм)
«Орфей» (фр. Orphée) — сюрреалістична кінофантазія Жана Кокто, заснована на міфі про Орфея. Основою для сценарію стрічки стала однойменна п'єса Кокто, написана в 1926 році.

## Сюжет
Знаменитий поет і кумир натовпу Орфей і таємнича принцеса в чорному стають свідками багатолюдної бійки в кафе. Після прибуття поліції юний поет Сежест був збитий мотоциклістами, що казна-звідки взялися. Орфей і принцеса відвозять бездиханне тіло Сежеста до заміської вілли, де він від дотику принцеси оживає.
Наступного ранку Орфей починає отримувати з радіоприймача в машині дивні незв'язні повідомлення. Йому здається, що це дорогоцінні крупинки великої поезії. У надії повернути втрачене натхнення він забуває про молоду дружину, Еврідіку, і проводить цілі дні в гаражі, записуючи повідомлення. Як стає зрозумілим згодом, це рядки із віршів Сежеста. Коли Орфей публікує їх як власні, його звинувачують у плагіаті.
Між тим ночами, коли Орфей спить, до його кімнати з дзеркала приходить таємнича принцеса. Це сама Смерть, а дзеркало — портал, яким вона входить у світ людей і йде з нього. Адже тільки при погляді в дзеркало людина розуміє, що старіє. Мабуть, за її наказом покійний Сежест диктує свої вірші Орфею. Принцесу супроводжує водій на ім'я Ертебіз. Колись він теж був людиною, але помер; під час відвідувань будинку Орфея він закохується в Еврідіку.
Кохання потойбічного створіння до смертних багате трагедією. Єдиний спосіб возз'єднатися з коханим — відправити його на той світ. До такого висновку приходить принцеса і посилає до будинку Орфея своїх мотоциклістів. За фатальної помилки під їх колеса потрапляє Еврідіка. Порушивши обітницю мовчання, Ертебіз веде Орфея через дзеркало на пошуки дружини в потойбічний світ задзеркалля, де вони стають присутніми при незвичайному судовому розгляді.
Підсудна — сама Смерть. Вищі сили (представлені у вигляді типового для Франції воєнного часу трибуналу) звинувачують її в тому, що вона допустила змішування почуття і обов'язку, що з любові до Орфея вона забрала раніше терміну життя людини. За це її чекає жахлива кара. Орфей забирає Еврідіку і приводить її назад до свого будинку. Щоб вона лишилася живою, він не повинен відтепер дивитися на неї.
Життя Орфея і Еврідіки стає нестерпним. При його появі вона вимушена тікати до іншої кімнати або ховатися під стіл. Одного разу їх погляди перетинаються у дзеркалі автомобіля. Фінал картини оптимістичний. Орфей і Еврідіка прокидаються і говорять одне одному, що бачили дивовижний сон. Еврідіка вагітна.

## В ролях
- Жан Маре — Орфей
- Франсуа Пер'є — Ертебіз
- Марія Казарес — принцеса Смерть
- Марі Деа — Еврідіка
- Анрі Крем'є — редактор
- Роже Блен — поет
- Едуар Дерміт — Жак Сежест
- Жульєт Греко — Аглаоніка
- Рене Вормс — суддя

## Прем'єра
Прем'єрний показ фільму відбувся 1 березня 1950 року на Каннському кінофестивалі.

## Нагороди і номінації
- Фільм було номіновано на премію BAFTA в категорії «Найкращий фільм» у 1951 році.